# 2014年韓國劇集列表
《2014年韓國電視劇集列表》為2014年韓國各電視台所播出之電視劇。

## 電視台

### 無線電視
- KBS1
- KBS2
- MBC
- SBS

### 有線電視
- tvN
- OCN
- E Channel
- KBS Drama
- MBC Every1
- MBC Drama
- SBS Plus
- Mnet

### 綜合編成
- JTBC
- MBN
- Channel A
- TV朝鮮

## 2014年冬季（1月至3月）
| 播放日期 播放時間(KST)                                  | 逢 星 期  | 中文劇名 韓文劇名                                    | 集 數 | 電 視 台 | 演員                               | 演員                                                                                           | 官方 網頁                   | 平均 收視率 (全區)     |
| 播放日期 播放時間(KST)                                  | 逢 星 期  | 中文劇名 韓文劇名                                    | 集 數 | 電 視 台 | 主演                               | 其他演員                                                                                       | 官方 網頁                   | 平均 收視率 (全區)     |
| ------------------------------------------------------- | --------- | ---------------------------------------------------- | ----- | -------- | ---------------------------------- | ---------------------------------------------------------------------------------------------- | --------------------------- | ---------------------- |
| 0上一季－0下一季 7時50分－8時30分                       | 一至五    | 握住我的手 내 손을 잡아                              | 0130  | MBC      | 朴詩恩                             | 李在皇、陳泰賢、裴格林、琴寶羅                                                                 | 網頁 （页面存档备份，存于） | －                     |
| 0上一季－01月17日 8時30分－9時10分                      | 一至五    | 兩個女人的房間 두 여자의 방                          | 0119  | SBS      | 朴恩惠 王嬪娜                      | 姜志燮、姜慶俊、韓振熙、李輝香、林河龍、金清、史美子                                           | 網頁 （页面存档备份，存于） | －                     |
| 01月20日－0下一季 8時30分－9時10分                      | 一至五    | 只屬於我的你 나만의 당신                             | 0121  | SBS      | 李敏英 鄭盛煥                      | 宋在熙、韓多敏、鮮于銀淑、吳楚姬、李輝香、朴亨俊、柳惠利、劉小英                               | 網頁 （页面存档备份，存于） | 下一季                 |
| 0上一季－01月3日 9時00分－9時40分                       | 一至五    | 恩熙 은희                                            | 0140  | KBS2     | 景收真                             | 李仁、崔允素、鄭民鎮、李對淵、金慧渲、潘曉靜                                                   | 網頁 （页面存档备份，存于） | －                     |
| 01月6日－0下一季 9時00分－9時40分                       | 一至五    | 純金的地 순금의 땅                                   | 0163  | KBS2     | 姜藝瑟                             | 姜恩卓、白聖熙、李秉勳                                                                         | 網頁 （页面存档备份，存于） | －                     |
| 0上一季－0下一季 19時15分－19時55分                     | 一至五    | 好好長大的女兒荷娜 잘키운 딸 하나                    | 0122  | SBS      | 朴韓星                             | 李太坤、鄭恩宇、尹世仁                                                                         | 網頁 （页面存档备份，存于） | 下一季                 |
| 0上一季－0下一季 19時15分－19時55分                     | 一至五    | 閃耀的羅曼史 빛나는 로맨스                           | 0122  | MBC      | 李真 朴胤載 趙安                   | 李美淑、洪堯燮、李輝香、全洋子、尹美羅、甄美里、鄭漢溶、郭智敏、尹熙錫                         | 網頁 （页面存档备份，存于） | 下一季                 |
| 0上一季－01月3日 19時45分－20時25分                     | 一至五    | 紅寶石戒指 루비 반지                                 | 093   | KBS2     | 李昭娟 林晶恩                      | 金錫勳、朴廣賢、鄭愛利、卞貞秀、李鉉宇、河珠熙、鄭東煥、金英玉、金曙羅                         | 網頁 （页面存档备份，存于） | －                     |
| 01月6日－0下一季 19時50分－20時30分                     | 一至五    | 天上女人 천상여자                                    | 0103  | KBS2     | 尹素怡                             | 朴正哲、文寶玲、權律、李世恩、李達亨、鄭永琡、金青                                             | 網頁 （页面存档备份，存于） | 下一季                 |
| 0上一季－01月10日 20時10分－20時50分                    | 一至五    | 再也無法忍受 더 이상은 못 참아                       | 0111  | JTBC     | 鮮龍女 白日燮 李令恩               | 金鎮祐、吳英實、金炯逸、閔智英、鮮在德、方銀熙                                                 | 網頁 （页面存档备份，存于） | 1.654 （AGB全國收視）  |
| 01月13日－0下一季 20時15分－20時55分                    | 一至五    | 貴夫人 귀부인                                        | 0114  | JTBC     | 徐智慧 朴貞雅                      | 玄宇成、鄭成雲、張美姬、鮮銀淑、羅映姬、慶、柳惠利、獨孤永宰、柳太準、尹智敏、李施彥、韓藝媛   | 網頁 （页面存档备份，存于） | 下一季                 |
| 0上一季－0下一季 20時25分－21時00分                     | 一至五    | 乘著歌聲的愛情 사랑은 노래를 타고                    | 0151  | KBS1     | 金多絮                             | 白成鉉、黃善熙、金亨俊、郭熙聖                                                                 | 網頁 （页面存档备份，存于） | 下一季                 |
| 0上一季－0下一季 20時50分－21時40分                     | 一至五    | 馬鈴薯星2013QR3 감자별 2013QR3                       | 0120  | tvN      | 李順載                             | 盧宙鉉、琴寶羅、夏沇秀、呂珍九、高庚杓、徐睿知                                                 | 網頁 （页面存档备份，存于） | －                     |
| 0上一季－03月14日 20時55分－21時30分                    | 一至五    | 帝王之女守百香 제왕의 딸 수백향                      | 0108  | MBC      | 徐玄振                             | 瑞雨、趙顯宰、李在龍、田汰遂、明世彬、尹泰榮、車和娟                                           | 網頁 （页面存档备份，存于） | －                     |
| 03月17日－0下一季 20時55分－21時30分                    | 一至五    | 媽媽的庭院 엄마의 정원                               | 0126  | MBC      | 鄭柔美 崔泰俊                      | 嚴賢璟、高世元、吉用祐、羅映姬、朴根瀅、高斗心、金昌淑、秋素英                                 | 網頁 （页面存档备份，存于） | 下一季                 |
| 01月6日－03月11日 21時45分－22時55分                    | 一二      | 我們能相愛嗎 우리가 사랑할 수 있을까                 | 020   | JTBC     | 柳真 嚴泰雄                        | 金有美、崔貞允、金聖洙、朴敏雨、沈亨倬、南成鎮、張準宥                                         | 網頁 （页面存档备份，存于） | 2.044 （AGB全國收視）  |
| 03月17日－0下一季 21時45分－22時55分                    | 一二      | 密會 밀회                                            | 016   | JTBC     | 金喜愛 劉亞仁                      | 沈慧珍、朴赫權、景收真、金惠恩、申志鎬、金容建、金昌完                                         | 網頁                        | 下一季                 |
| 0上一季－02月4日 22時00分－23時15分                     | 一二      | 總理與我 총리와 나                                   | 017   | KBS2     | 李凡秀 潤娥                        | 尹施允、蔡貞安、柳鎮                                                                           | 網頁 （页面存档备份，存于） | 6.0                    |
| 02月17日－0下一季 22時00分－23時15分                    | 一二      | 陽光滿溢 태양은 가득히                               | 016   | KBS2     | 尹啟相 韓智慧                      | 趙震雄、金釉利、宋鍾鎬、孫浩俊、金永哲、全美善、李對淵                                         | 網頁 （页面存档备份，存于） | 下一季                 |
| 0上一季－0下一季 22時00分－23時15分                     | 一二      | 奇皇后 기황후                                        | 051   | MBC      | 河智苑                             | 朱鎮模、池昌旭、白珍熙、金瑞亨、鄭雄仁、權五重、尹兒貞                                         | 網頁 （页面存档备份，存于） | 下一季                 |
| 0上一季－02月24日 22時00分－23時15分                    | 一二      | 溫暖的一句話 따뜻한 말 한마디                        | 020   | SBS      | 韓惠軫 池珍熙 金志秀 李尚禹        | 尹朱尚、高斗心、朴貞洙、朴敘俊、韓可露、尹鍾和、尹周熙、李彩薇、崔華貞                         | 網頁 （页面存档备份，存于） | 7.2                    |
| 03月3日－0下一季 22時00分－23時15分                     | 一二      | 神的禮物－14天 신의 선물 - 14일                      | 016   | SBS      | 李寶英 曹承佑                      | 金太祐、鄭糠雲、韓善伙、金幼彬、Baro、安世河、魯敏宇                                           | 網頁 （页面存档备份，存于） | 下一季                 |
| 01月6日－01月7日 21時40分－22時50分                     | 一二      | 二十歲 스무살                                        | 02    | tvN      | 李起光 李多寅                      |                                                                                                | 網頁 （页面存档备份，存于） | －                     |
| 01月13日－03月4日 21時40分－22時50分                    | 一二      | 需要浪漫3 로맨스가 필요해 3                          | 016   | tvN      | 金素妍 盛駿                        | 南宮珉、王智媛、朴孝珠、尹承雅、朴有煥                                                         | 網頁 （页面存档备份，存于） | －                     |
| 01月31日－02月2日 20時30分－                            | 二        | 有青鳥 파랑새는 있다                                 | 03    | TV朝鮮   | 高周元                             |                                                                                                | 網頁                        | 0.315% （AGB全國收視） |
| 03月18日－04月8日 23時00分－                            | 二        | 妻子醜聞－風在吹 아내스캔들 - 바람이 분다            | 04    | TV朝鮮   | 朴相勉 申恩慶 朴海美 王嬪娜 高恩美 | 姜志燮、鄭糠雲、金鎮祐、黃恩晶、林賢成、任大湖、林允浩                                         | 網頁                        | 0.782 （AGB全國收視）  |
| 0上一季－01月9日 22時00分－23時15分                     | 三四      | 漂亮男人 예쁜 남자                                   | 016   | KBS2     | 張根碩 IU                          | 李章宇、韓彩英、蘇有珍、朴志胤                                                                 | 網頁 （页面存档备份，存于） | 3.3                    |
| 01月15日－0下一季 22時00分－23時15分                    | 三四      | 感激時代：鬪神的誕生 감격시대                        | 024   | KBS2     | 金賢重                             | 林秀香、陳世娫、趙東赫、金材昱、申恩廷                                                         | 網頁 （页面存档备份，存于） | 下一季                 |
| 0上一季－02月26日 22時00分－23時15分                    | 三四      | 韓國小姐 미스코리아                                  | 020   | MBC      | 李善均 李沇熹                      | 李美淑、李聖旻、宋善美、洪智敏、金藝媛                                                         | 網頁 （页面存档备份，存于） | 7.3                    |
| 02月27日－0下一季 22時00分－23時15分                    | 三四      | 心懷叵測的恢單女 앙큼한 돌싱녀                       | 016   | MBC      | 李珉廷 朱相昱                      | 金奎吏、金明洙、徐康俊、李正吉                                                                 | 網頁 （页面存档备份，存于） | 下一季                 |
| 0上一季－02月27日 22時00分－23時15分                    | 三四      | 來自星星的你 별에서 온 그대                          | 021   | SBS      | 金秀賢 全智賢                      | 朴海鎮、劉寅娜、安宰賢、洪真慶                                                                 | 網頁 （页面存档备份，存于） | 22.6                   |
| 03月5日－0下一季 22時00分－23時15分                     | 三四      | Three Days 쓰리 데이즈                               | 016   | SBS      | 朴有天                             | 孫賢周、朴河宣、蘇怡賢、尹帝文、張鉉誠、崔元英                                                 | 網頁 （页面存档备份，存于） | 下一季                 |
| 0上一季－03月13日 23時00分－00時00分                    | 四        | 一起吃飯吧 식샤를 합시다                             | 016   | tvN      | 李水京 尹斗俊                      | 沈亨倬、尹邵熙、張元英、李度妍、鄭秀英                                                         | 網頁 （页面存档备份，存于） | －                     |
| 03月27日－0下一季 23時00分－00時00分                    | 四        | 沒禮貌的英愛小姐13 막돼먹은 영애씨 시즌13            | 016   | tvN      | 金賢淑                             | 宋民亨、金正荷、鄭多惠、尹瑞賢                                                                 | 網頁 （页面存档备份，存于） | 下一季                 |
| 02月21日－03月14日 23時00分－00時10分                   | 五        | MiMi 미미                                            | 04    | Mnet     | 文佳煐                             |                                                                                                | 網頁                        | －                     |
| 01月24日－0下一季 20時40分－21時30分                    | 五六      | 急診男女 응급남녀                                    | 021   | tvN      | 崔振赫 宋智孝                      | 李必模、崔汝珍、Clara、權敏、尹仲勳、朴俊錦                                                    | 網頁 （页面存档备份，存于） | 下一季                 |
| 0上一季－02月16日 19時55分－21時15分                    | 六日      | 王家一家人 왕가네 식구들                             | 050   | KBS2     | 李允智 李泰蘭 吳賢慶               | 羅文姬、張勇、金海淑、趙成夏、吳萬石、盧宙鉉、韓周完                                           | 網頁 （页面存档备份，存于） | 32.56                  |
| 02月22日－0下一季 19時55分－21時15分                    | 六日      | 真是好時節 참 좋은 시절                              | 050   | KBS2     | 李瑞鎮 金喜善                      | 澤演、金芝荷、柳承秀、尹汝貞、金光奎、金相浩、陳慶                                             | 網頁                        | 下一季                 |
| 02月22日－0下一季 20時00分－21時10分↓23時00分－00時10分 | 六日↓五六 | 百年新娘 백년의 신부                                 | 016   | TV朝鮮   | 李洪基 楊真誠                      | 崔日和、金曙羅、申恩廷、成赫、張雅英、任秉基                                                   | 網頁 （页面存档备份，存于） | 下一季                 |
| 0上一季－03月30日 20時45分－21時55分                    | 六日      | 愛能給別人嗎 사랑해서 남주나                         | 050   | MBC      | 李相燁 洪洙賢                      | 申多恩、徐芝釋、朴根瀅、車和娟、柳好貞、金承秀、韓高恩、崔政宇、俞知仁、姜錫宇、金娜雲、南寶拉 | 網頁 （页面存档备份，存于） | 11.51                  |
| 0上一季－03月23日 20時45分－21時55分                    | 六日      | 熱愛 열애                                            | 047   | SBS      | 田光烈 成勛                        | 黃薪惠、全美善、崔允英、沈志浩、朱鉉、尹美羅、禹喜珍、吳大奎、金允書                           | 網頁 （页面存档备份，存于） | 7.0                    |
| 03月29日－03月30日 20時45分－21時55分                   | 六日      | 江口的故事 강구 이야기                               | 02    | SBS      | 李棟旭 朴珠美                      | 申東宇                                                                                         |                             | 4.75% （AGB全國收視）  |
| 0上一季－03月16日 20時45分－21時55分                    | 六日      | 老大 맏이                                            | 054   | JTBC     | 尹晶喜                             | 在喜、吳允兒、朴載正、張美姬                                                                   | 網頁 （页面存档备份，存于） | 2.976 （AGB全國收視）  |
| 03月22日－0下一季 20時45分－21時55分                    | 六日      | 山蒜醬湯：12年後的重逢 달래 된, 장국： 12년만의 재회 | 026   | JTBC     | 李昭娟 南宮珉                      | 李泰林、尹邵熙、李源根、裴宗玉、千虎珍、朴海美、池秀媛、安信源、李漢偉、金英蘭                 | 網頁                        | 下一季                 |
| 01月4日 －0下一季 21時40分－22時30分                    | 六日      | 鄭道傳 정도전                                        | 050   | KBS1     | 曹在顯                             | 劉東根、朴英奎、徐仁錫、林湖                                                                   | 網頁 （页面存档备份，存于） | 下一季                 |
| 0上一季－03月30日 21時55分－23時15分                    | 六日      | 黃金彩虹 황금 무지개                                 | 041   | MBC      | U-ie 丁一宇                        | 李載允、車藝蓮、金相中、朴元淑、趙敏基、池秀媛、都知嫄、安內相、金惠恩、柳談                   | 網頁 （页面存档备份，存于） | 14.03                  |
| 0上一季－03月30日 21時55分－23時15分                    | 六日      | 結婚三次的女人 세 번 결혼하는 여자                   | 040   | SBS      | 李智雅 宋昶儀 河錫辰               | 嚴智苑、趙漢善、徐令姬                                                                         | 網頁 （页面存档备份，存于） | 9.85                   |
| 02月9日－0下一季 23時00分－00時00分                     | 日        | 能看見鬼的警察處容 귀신 보는 형사 처용               | 010   | OCN      | 吳智昊                             | 吳知恩、全烋星                                                                                 | 網頁 （页面存档备份，存于） | 下一季                 |

## 2014年春季（4月至6月）
| 播放日期 播放時間(KST)                | 逢 星 期 | 中文劇名 韓文劇名                                                                                           | 集 數 | 電 視 台 | 演員                 | 演員                                                                                         | 官方 網頁                   | 平均 收視率 (全區)     |
| 播放日期 播放時間(KST)                | 逢 星 期 | 中文劇名 韓文劇名                                                                                           | 集 數 | 電 視 台 | 主演                 | 其他演員                                                                                     | 官方 網頁                   | 平均 收視率 (全區)     |
| ------------------------------------- | -------- | --- | ----- | -------- | -------------------- | -------------------------------------------------------------------------------------------- | --------------------------- | ---------------------- |
| 0上一季－04月4日 7時50分－8時30分     | 一至五   | 握住我的手 내 손을 잡아                                                                                     | 0130  | MBC      | 朴詩恩               | 李在皇、陳泰賢、裴格林、琴寶羅                                                               | 網頁 （页面存档备份，存于） | 下一季                 |
| 04月7日－0下一季 7時50分－8時30分     | 一至五   | 全都是泡菜 모두 다 김치                                                                                     | 0132  | MBC      | 金智英               | 金浩鎮、車賢貞、元基俊                                                                       | 網頁                        | 下一季                 |
| 0上一季－0下一季 8時30分－9時10分     | 一至五   | 只屬於我的你 나만의 당신                                                                                    | 0121  | SBS      | 李敏英 鄭盛煥        | 宋在熙、韓多敏、鮮于銀淑、吳楚姬、李輝香、朴亨俊、柳惠利、劉小英                             | 網頁 （页面存档备份，存于） | 下一季                 |
| 0上一季－0下一季 9時00分－9時40分     | 一至五   | 純金的地 순금의 땅                                                                                          | 0163  | KBS2     | 姜藝瑟               | 姜恩卓、白聖熙、李秉勳                                                                       | 網頁 （页面存档备份，存于） | －                     |
| 0上一季－05月30日 19時15分－20時00分  | 一至五   | 好好長大的女兒荷娜 잘키운 딸 하나                                                                           | 0122  | SBS      | 朴韓星               | 李太坤、鄭恩宇、尹世仁                                                                       | 網頁 （页面存档备份，存于） | 11.61                  |
| 06月2日－0下一季 19時20分－20時00分   | 一至五   | 就要相愛 사랑만 할래                                                                                        | 0123  | SBS      | 徐河俊 林世美        | 李奎翰、南寶拉、鄭惠先、尹素貞、全昭旻、鄭性模、宋鈺宿、尹仲勳                               | 網頁 （页面存档备份，存于） | 下一季                 |
| 0上一季－06月20日 19時15分－19時55分  | 一至五   | 閃耀的羅曼史 빛나는 로맨스                                                                                  | 0122  | MBC      | 李真 朴胤載 趙安     | 李美淑、洪堯燮、李輝香、全洋子、尹美羅、甄美里、鄭漢溶、郭智敏、尹熙錫                       | 網頁 （页面存档备份，存于） | 11.12                  |
| 06月23日－0下一季 19時15分－19時55分  | 一至五   | 說出你的願望 소원을 말해봐                                                                                  | 0122  | MBC      | 吳知恩 奇太映        | 劉浩琳、車和娟、金美京、金英玉、延俊錫、林志恩、李宗秀                                       | 網頁 （页面存档备份，存于） | 下一季                 |
| 0上一季－06月2日 19時50分－20時30分   | 一至五   | 天上女人 천상여자                                                                                           | 0103  | KBS2     | 尹素怡               | 朴正哲、文寶玲、權律                                                                         | 網頁 （页面存档备份，存于） | 17.64                  |
| 06月3日－0下一季 19時50分－20時30分   | 一至五   | 布穀鳥巢 뻐꾸기 둥지                                                                                        | 0102  | KBS2     | 張瑞希               | 黃東柱、李彩英、金慶南、林采茂、池秀媛、朴俊錦、徐權順                                       | 網頁 （页面存档备份，存于） | 下一季                 |
| 0上一季－0下一季 20時15分－20時55分   | 一至五   | 貴夫人 귀부인                                                                                               | 0114  | JTBC     | 徐智慧 朴貞雅        | 玄宇成、鄭成雲、張美姬、鮮銀淑、羅映姬、慶、柳惠利、獨孤永宰、柳太準、尹智敏、李施彥、韓藝媛 | 網頁 （页面存档备份，存于） | 下一季                 |
| 0上一季－06月6日 20時25分－21時05分   | 一至五   | 乘著歌聲的愛情 사랑은 노래를 타고                                                                           | 0151  | KBS1     | 金多絮               | 白成鉉、黃善熙、金亨俊、郭熙聖                                                               | 網頁 （页面存档备份，存于） | 27.94                  |
| 06月9日－0下一季 20時25分－21時05分   | 一至五   | 貓來了 고양이는 있다                                                                                        | 0119  | KBS1     | 崔允英               | 顯祐、崔珉、全烋星、獨孤永宰、李京進、朴素賢、李在勇、高媛熙                                 | 網頁 （页面存档备份，存于） | 下一季                 |
| 0上一季－05月15日 20時50分－21時40分  | 一至四   | 馬鈴薯星2013QR3 감자별 2013QR3                                                                              | 0120  | tvN      | 李順載               | 盧宙鉉、琴寶羅、夏沇秀、呂珍九、高庚杓、徐睿知                                               | 網頁 （页面存档备份，存于） | －                     |
| 0上一季－0下一季 20時55分－21時30分   | 一至五   | 媽媽的庭院 엄마의 정원                                                                                      | 0126  | MBC      | 鄭柔美 崔泰俊        | 嚴賢璟、高世元、吉用祐、羅映姬、朴根瀅、高斗心、金昌淑、秋素英                               | 網頁 （页面存档备份，存于） | 下一季                 |
| 0上一季－05月13日 21時45分－22時55分  | 一二     | 密會 밀회                                                                                                   | 016   | JTBC     | 金喜愛 劉亞仁        | 沈慧珍、朴赫權、景收真、金惠恩、申志鎬、金容建、金昌完                                       | 網頁                        | 3.704 （AGB全國收視）  |
| 05月19日－0下一季 21時45分－22時55分  | 一二     | 宥娜的街 유나의 거리                                                                                        | 050   | JTBC     | 金玉彬 李熙俊        | 李文植、曹熙奉、安內相、姜新豪、申素律、金姬貞                                               | 網頁                        | 下一季                 |
| 0上一季－04月8日 22時00分－23時15分   | 一二     | 陽光滿溢 태양은 가득히                                                                                      | 016   | KBS2     | 尹啟相 韓智慧        | 趙震雄、金釉利、宋鍾鎬、孫浩俊、金永哲、全美善、李對淵                                       | 網頁 （页面存档备份，存于） | 3.36                   |
| 04月28日－06月17日 22時00分－23時15分 | 一二     | Big Man 빅맨                                                                                                | 016   | KBS2     | 姜至奐               | 李多熙、崔丹尼爾、庭沼珉、韓尚進、嚴孝燮、尹邵熙                                             | 網頁 （页面存档备份，存于） | 7.4                    |
| 06月23日－0下一季 22時00分－23時15分  | 一二     | Trot戀人 트로트의 연인                                                                                      | 016   | KBS2     | 智鉉寓 鄭恩地        | 申成祿、李世榮、孫浩俊                                                                       | 網頁 （页面存档备份，存于） | 下一季                 |
| 0上一季－04月29日 22時00分－23時15分  | 一二     | 奇皇后 기황후                                                                                               | 051   | MBC      | 河智苑               | 朱鎮模、池昌旭、白珍熙、金瑞亨、鄭雄仁、權五重、尹兒貞                                       | 網頁 （页面存档备份，存于） | 20.7                   |
| 05月5日－0下一季 22時00分－23時15分   | 一二     | Triangle 트라이앵글                                                                                         | 026   | MBC      | 李凡秀 任時完 金在中 | 吳娟受、白珍熙、申承煥                                                                       | 網頁 （页面存档备份，存于） | 下一季                 |
| 0上一季－04月22日 22時00分－23時15分  | 一二     | 神的禮物－14天 신의 선물- 14일                                                                              | 016   | SBS      | 李寶英 曹承佑        | 金太祐、鄭糠雲、韓善伙、魯敏宇、Baro、金幼彬、安世河                                         | 網頁 （页面存档备份，存于） | 9.3                    |
| 05月5日－0下一季 22時00分－23時15分   | 一二     | 異鄉人醫生 닥터 이방인                                                                                      | 020   | SBS      | 李鍾碩               | 陳世娫、朴海鎮、姜素拉、千虎珍、金相中、全國煥                                               | 網頁 （页面存档备份，存于） | 下一季                 |
| 04月14日－06月10日 23時00分－00時00分 | 一二     | 魔女的戀愛 마녀의 연애                                                                                      | 016   | tvN      | 嚴正化 朴敘俊        | 韓載錫、鄭妍珠、楊姬瓊、朱鎮模、全盧民、羅美蘭                                               | 網頁 （页面存档备份，存于） | 1.63 （AGB全國收視）   |
| 06月16日－0下一季 23時00分－00時00分  | 一二     | 高校處世王 고교처세왕                                                                                       | 017   | tvN      | 徐仁國 李荷娜        | 李洙赫、李烈音、崔弼立、韓振熙                                                               | 網頁 （页面存档备份，存于） | 下一季                 |
| 0上一季－04月3日 22時00分－23時15分   | 三四     | 感激時代：鬪神的誕生 감격시대                                                                               | 024   | KBS2     | 金賢重               | 林秀香、陳世娫、趙東赫、申恩廷                                                               | 網頁 （页面存档备份，存于） | 9.0                    |
| 04月9日－06月19日 22時00分－23時15分  | 三四     | 黃金交叉 골든 크로스                                                                                        | 020   | KBS2     | 金剛于               | 李詩英、嚴基俊、韓銀貞、鄭普碩、金圭哲                                                       | 網頁 （页面存档备份，存于） | 7.2                    |
| 06月25日－0下一季 22時00分－23時15分  | 三四     | 朝鮮槍手 골든 크로스                                                                                        | 022   | KBS2     | 李準基 南相美        | 韓周完、全慧彬、李珉宇、劉五性                                                               | 網頁 （页面存档备份，存于） | 下一季                 |
| 0上一季－04月24日 22時00分－23時15分  | 三四     | 心懷叵測的恢單女 앙큼한 돌싱녀                                                                              | 016   | MBC      | 李珉廷 朱相昱        | 金奎吏、金明洙、徐康俊、李正吉                                                               | 網頁 （页面存档备份，存于） | 7.7                    |
| 04月30日－06月26日 22時00分－23時15分 | 三四     | 改過遷善 개과천선                                                                                           | 016   | MBC      | 金明民 朴敏英        | 金相中、李旼赫、印喬鎮、李周妍                                                               | 網頁 （页面存档备份，存于） | 7.74                   |
| 0上一季－05月1日 22時00分－23時15分   | 三四     | Three Days 쓰리 데이즈                                                                                      | 016   | SBS      | 朴有天               | 孫賢周、朴河宣、蘇怡賢、尹帝文、張鉉誠、崔元英                                               | 網頁 （页面存档备份，存于） | 12.3                   |
| 05月7日－0下一季 22時00分－23時15分   | 三四     | 你們被包圍了 너희들은 포위됐다                                                                              | 020   | SBS      | 李昇基 車勝元        | 高雅羅、吳允兒、安宰賢、林元熙、朴正民                                                       | 網頁 （页面存档备份，存于） | 下一季                 |
| 0上一季－0下一季 23時00分－00時00分   | 四       | 沒禮貌的英愛小姐13 막돼먹은 영애씨 시즌13                                                                   | 016   | tvN      | 金賢淑               | 宋民亨、金正荷、鄭多惠、尹瑞賢                                                               | 網頁 （页面存档备份，存于） | 下一季                 |
| 05月9日－0下一季 21時50分－23時00分   | 五       | 花樣爺爺搜查隊 꽃할배 수사대                                                                                | 012   | tvN      | 李順載               | 邊熙峰、張光、金希澈、李礎熙、朴恩智                                                         | 網頁 （页面存档备份，存于） | 下一季                 |
| 0上一季－04月5日 20時40分－21時50分   | 五六     | 急診男女 응급남녀                                                                                           | 021   | tvN      | 崔振赫 宋智孝        | 李必模、崔汝珍、Clara、權敏、尹仲勳、朴俊錦                                                  | 網頁 （页面存档备份，存于） | 3.7 （AGB全國收視）    |
| 04月11日－06月21日 20時40分－21時50分 | 五六     | 岬童夷 갑동이                                                                                               | 020   | tvN      | 尹相鉉 金玟廷        | 成東日、李準、金智媛                                                                         | 網頁 （页面存档备份，存于） | 1.911 （AGB全國收視）  |
| 0上一季－04月12日 23時00分－00時10分  | 五六     | 百年新娘 백년의 신부                                                                                        | 016   | TV朝鮮   | 李洪基 楊真誠        | 崔日和、金曙羅、申恩廷、成赫、張雅英、任秉基                                                 | 網頁 （页面存档备份，存于） | 0.945 （AGB全國收視）  |
| 04月25日－06月28日 23時00分－00時10分 | 五六     | 火花裡 불꽃 속으로                                                                                          | 020   | TV朝鮮   | 崔秀宗               | 孫太英、柳鎮、李仁譓、獨孤永宰                                                               | 網頁 （页面存档备份，存于） | 1.423 （AGB全國收視）  |
| 0上一季－0下一季 19時55分－21時15分   | 六日     | 真是好時節 참 좋은 시절                                                                                     | 050   | KBS2     | 李瑞鎮 金喜善        | 澤演、金芝荷、柳承秀、尹汝貞、金光奎、金相浩、陳慶                                           | 網頁                        | 下一季                 |
| 04月5日－0下一季 20時45分－21時55分   | 六日     | 來了！張寶利 왔다! 장보리                                                                                   | 052   | MBC      | 吳漣序 李幼梨        | 吳昶錫、金智勳、韓昇延、建日、韓振熙、金惠鈺、琴寶羅、安內相、梁美京、禹喜珍                 | 網頁 （页面存档备份，存于） | 下一季                 |
| 04月26日－0下一季 20時45分－21時55分  | 六日     | 心情好的日子 기분 좋은 날                                                                                   | 044   | SBS      | 朴世榮 李尚禹        | 黃雨瑟惠、高佑麗、金美淑、金亨奎、崔佛岩、孫暢敏、鄭滿植、郭時暘、李鴻賓                     | 網頁 （页面存档备份，存于） | 下一季                 |
| 0上一季－06月29日 20時45分－21時55分  | 六日     | 山蒜醬湯：12年後的重逢 →12年後的重逢：山蒜醬湯 달래 된, 장국： 12년만의 재회 →12년만의 재회： 달래 된, 장국 | 026   | JTBC     | 李昭娟 南宮珉        | 李泰林、尹邵熙、李源根、裴宗玉、[[千虎珍]、朴海美、池秀媛、安信源、李漢偉、金英蘭            | 網頁                        | 0.994 （AGB全國收視）  |
| 0上一季 －06月29日 21時40分－22時30分 | 六日     | 鄭道傳 정도전                                                                                               | 050   | KBS1     | 曹在顯               | 劉東根、朴英奎、徐仁錫、林湖                                                                 | 網頁 （页面存档备份，存于） | 14.4                   |
| 04月5日－0下一季 21時55分－23時15分   | 六日     | Hotel King 호텔 킹                                                                                          | 032   | MBC      | 李棟旭 李多海        | 任瑟雍、王智慧、孔賢珠、池一株、李德華、金海淑                                               | 網頁 （页面存档备份，存于） | 下一季                 |
| 04月5日－06月14日 21時55分－23時15分  | 六日     | 天使之眼 엔젤 아이즈                                                                                        | 020   | SBS      | 具惠善 李相侖        | 金知碩、鄭進永、孔炯軫、勝利、朱安、金汝真、權海孝                                           | 網頁 （页面存档备份，存于） | 9.3                    |
| 06月21日－0下一季 21時55分－23時15分  | 六日     | 無盡的愛 끝없는 사랑                                                                                        | 037   | SBS      | 黃靜音 柳秀榮        | 鄭敬淏、車仁杓、徐孝琳、全昭旻、鄭雄仁、申恩慶、韓寶凜                                       | 網頁 （页面存档备份，存于） | 下一季                 |
| 0上一季－04月6日 23時00分－00時00分   | 日       | 能看見鬼的警察處容 귀신 보는 형사 처용                                                                      | 010   | OCN      | 吳智昊               | 吳知恩、全烋星                                                                               | 網頁 （页面存档备份，存于） | 1.865% （AGB全國收視） |
| 05月18日－0下一季 23時00分－00時00分  | 日       | 神的測驗4 신의 퀴즈 4                                                                                       | 012   | OCN      | 柳德煥               | 尹周熙、崔政宇、李東海、金栽經、朴俊勉、姜成畢                                               | 網頁 （页面存档备份，存于） | 下一季                 |

## 2014年夏季（7月至9月）
| 播放日期 播放時間(KST)                | 逢 星 期 | 中文劇名 韓文劇名                                         | 集 數 | 電 視 台   | 演員                                                   | 演員                                                                                             | 官方 網頁                   | 平均 收視率 (全區)     |
| 播放日期 播放時間(KST)                | 逢 星 期 | 中文劇名 韓文劇名                                         | 集 數 | 電 視 台   | 主演                                                   | 其他演員                                                                                         | 官方 網頁                   | 平均 收視率 (全區)     |
| ------------------------------------- | -------- | --------------------------------------------------------- | ----- | ---------- | ------------------------------------------------------ | ------------------------------------------------------------------------------------------------ | --------------------------- | ---------------------- |
| 0上一季－0下一季 7時50分－8時30分     | 一至五   | 全都是泡菜 모두 다 김치                                   | 0132  | MBC        | 金智英                                                 | 金浩鎮、車賢貞、元基俊                                                                           | 網頁                        | 下一季                 |
| 0上一季－07月18日 8時30分－9時10分    | 一至五   | 只屬於我的你 나만의 당신                                  | 0121  | SBS        | 李敏英 鄭盛煥                                          | 宋在熙、韓多敏、鮮于銀淑、吳楚姬、李輝香、朴亨俊、柳惠利、劉小英                                 | 網頁 （页面存档备份，存于） | 13.44                  |
| 07月21日－0下一季 8時30分－9時10分    | 一至五   | 清潭洞醜聞 청담동 스캔들                                  | 0119  | SBS        | 崔貞允 李重文                                          | 康星民、徐恩彩、任性彥、潘曉靜、林河龍、俞知仁、金慧渲、李尚淑、金承煥、李慧殷、楊海琳           | 網頁 （页面存档备份，存于） | 下一季                 |
| 0上一季－08月22日 9時00分－9時40分    | 一至五   | 純金的地 순금의 땅                                        | 0163  | KBS2       | 姜藝瑟                                                 | 姜恩卓、白聖熙、李秉勳                                                                           | 網頁 （页面存档备份，存于） | －                     |
| 08月25日－0下一季 9時00分－9時40分    | 一至五   | 一片丹心蒲公英 일편단심 민들레                            | 0100+ | KBS2       | 金佳恩 洪仁永                                          |                                                                                                  | 網頁                        | －                     |
| 0上一季－0下一季 19時15分－19時55分   | 一至五   | 說出你的願望 소원을 말해봐                                | 0120  | MBC        | 吳知恩 奇太映                                          | 劉浩琳、車和娟、金美京、金英玉、延俊錫、林志恩、李宗秀                                           | 網頁 （页面存档备份，存于） | 下一季                 |
| 0上一季－0下一季 19時20分－20時00分   | 一至五   | 就要相愛 사랑만 할래                                      | 0123  | SBS        | 徐河俊 林世美                                          | 李奎翰、南寶拉、鄭惠先、尹素貞、全昭旻、鄭性模、宋鈺宿、尹仲勳                                   | 網頁 （页面存档备份，存于） | 下一季                 |
| 0上一季－0下一季 19時50分－20時30分   | 一至五   | 布穀鳥巢 뻐꾸기 둥지                                      | 0102  | KBS2       | 張瑞希                                                 | 黃東柱、李彩英、金慶南、玄宇成、林采茂、池秀媛、朴俊錦、徐權順                                   | 網頁 （页面存档备份，存于） | 下一季                 |
| 0上一季－07月4日 20時15分－20時55分   | 一至五   | 貴夫人 귀부인                                             | 0114  | JTBC       | 徐智慧 朴貞雅                                          | 玄宇成、鄭成雲、張美姬、鮮銀淑、羅映姬、文熙景、柳惠利、獨孤永宰、柳太準、尹智敏、李施彥、韓藝媛 | 網頁 （页面存档备份，存于） | 2.039 （AGB全國收視）  |
| 0上一季－0下一季 20時25分－21時05分   | 一至五   | 貓來了 고양이는 있다                                      | 0119  | KBS1       | 崔允英                                                 | 顯祐、崔珉、全烋星、獨孤永宰、李京進、朴素賢、李在勇、高媛熙                                     | 網頁 （页面存档备份，存于） | 下一季                 |
| 0上一季－09月18日 20時55分－21時30分  | 一至五   | 媽媽的庭院 엄마의 정원                                    | 0126  | MBC        | 鄭柔美 崔泰俊                                          | 嚴賢璟、高世元、吉用祐、羅映姬、朴根瀅、高斗心、金昌淑、秋素英                                   | 網頁 （页面存档备份，存于） | 10.39                  |
| 09月8日 11時00分－                    | 一       | Drama Festival－我人生的惑 드라마 페스티벌 - 내 인생의 혹 | 01    | MBC        | 邊熙峰、葛素媛、姜惠貞、宋鈺宿、金伊絲特               | 邊熙峰、葛素媛、姜惠貞、宋鈺宿、金伊絲特                                                         | 網頁 （页面存档备份，存于） | 4.7 （AGB全國收視）    |
| 0上一季－0下一季 21時45分－22時55分   | 一二     | 宥娜的街 유나의 거리                                      | 050   | JTBC       | 金玉彬 李熙俊                                          | 姜新豪、申素律、金姬貞、李文植、曹熙奉、安內相                                                   | 網頁                        | 下一季                 |
| 0上一季－08月12日 22時00分－23時15分  | 一二     | Trot戀人 트로트의 연인                                    | 016   | KBS2       | 智鉉寓 鄭恩地                                          | 申成祿、李世榮、孫浩俊                                                                           | 網頁 （页面存档备份，存于） | 7.2                    |
| 08月18日－0下一季 22時00分－23時15分  | 一二     | 戀愛的發現 연애의 발견                                    | 016   | KBS2       | 鄭有美 文晸赫                                          | 盛駿、尹真伊、尹賢旻、金瑟琪、金惠鈺、安奭奐、成秉淑、黃錫晶、李承俊、鄭秀英、具元               | 網頁 （页面存档备份，存于） | 下一季                 |
| 0上一季－07月29日 22時00分－23時15分  | 一二     | Triangle 트라이앵글                                       | 026   | MBC        | 李凡秀 任時完 金在中                                   | 吳娟受、白珍熙、申承煥                                                                           | 網頁 （页面存档备份，存于） | 8.0                    |
| 08月4日－0下一季 22時00分－23時15分   | 一二     | 更夫日誌 야경꾼 일지                                      | 024   | MBC        | 丁一宇                                                 | 高聖熙、徐睿知、尹泰榮、沈恩珍、金興銖、金盛吳、趙慈英、李在勇                                   | 網頁 （页面存档备份，存于） | 下一季                 |
| 0上一季－07月8日 22時00分－23時15分   | 一二     | 異鄉人醫生 닥터 이방인                                    | 020   | SBS        | 李鍾碩                                                 | 朴海鎮、姜素拉、千虎珍、金相中、全國煥                                                           | 網頁 （页面存档备份，存于） | 11.8                   |
| 07月14日－09月16日 22時00分－23時15分 | 一二     | 誘惑 유혹                                                 | 020   | SBS        | 權相佑 崔智友                                          | 李廷鎮、朴河宣、李正信、尹兒貞                                                                   | 網頁 （页面存档备份，存于） | 8.2                    |
| 09月22日－0下一季 22時00分－23時15分  | 一二     | 秘密之門 비밀의 문                                        | 024   | SBS        | 韓石圭 李帝勳 金裕貞                                   | 金旻鍾、朴恩玭、朴孝珠、金康鉉、金昌完、徐俊英                                                   | 網頁 （页面存档备份，存于） | 下一季                 |
| 0上一季－08月12日 23時00分－00時00分  | 一二     | 高校處世王 고교처세왕                                     | 017   | tvN        | 徐仁國 李荷娜                                          | 李洙赫、李烈音、崔弼立、韓振熙                                                                   | 網頁 （页面存档备份，存于） | 1.66 （AGB全國收視）   |
| 08月18日－0下一季 23時00分－00時00分  | 一二     | 我的秘密飯店 마이 시크릿 호텔                             | 016   | tvN        | 劉寅娜 南宮民 真理翰                                   | 李令恩、河戀姝、嚴秀貞                                                                           | 網頁 （页面存档备份，存于） | 下一季                 |
| 09月23日－0下一季 18時00分－19時10分  | 二       | 合宿24號房 하숙 24번지                                    | 012   | MBC Every1 | 金光奎 朴世美 桐俊                                     | Ken、High Top、金思垠、賢榮、閔都熙                                                              | 網頁                        | -                      |
| 07月2日－09月5日 22時00分－23時15分   | 三四     | 命中注定我愛你 운명처럼 널 사랑해                         | 020   | MBC        | 張赫 張娜拉                                            | 崔真赫、王智媛、朴元淑、羅映姬、崔宇植、宋鈺宿                                                   | 網頁 （页面存档备份，存于） | 9.75                   |
| 09月10日－0下一季 22時00分－23時15分  | 三四     | 我人生的春天 내 생애 봄날                                 | 016   | MBC        | 甘宇成 秀英                                            | 李浚赫、張新英、沈慧珍、玄升玟                                                                   | 網頁 （页面存档备份，存于） | 下一季                 |
| 0上一季－07月17日 22時00分－23時15分  | 三四     | 你們被包圍了 너희들은 포위됐다                            | 020   | SBS        | 李昇基 車勝元                                          | 高雅羅、吳允兒、安宰賢、林元熙、朴正民                                                           | 網頁 （页面存档备份，存于） | 12.0                   |
| 07月23日－09月11日 22時00分－23時15分 | 三四     | 沒關係，是愛情啊 괜찮아, 사랑이야                         | 016   | SBS        | 趙寅成 孔曉振                                          | 成東日、李光洙、都暻秀、陳慶、梁益俊                                                             | 網頁 （页面存档备份，存于） | 10.4                   |
| 09月17日－0下一季 22時00分－23時15分  | 三四     | 對我而言可愛的她 내겐 너무 사랑스러운 그녀                | 016   | SBS        | 鄭智薰 鄭秀晶                                          | 金明洙、車藝蓮、金鎮祐、羅海岭、李浩沅、朴英奎、金基邦、李礎熙                                   | 網頁 （页面存档备份，存于） | 下一季                 |
| 0上一季－09月4日 22時00分－23時15分   | 三四     | 朝鮮槍手 골든 크로스                                      | 022   | KBS2       | 李準基 南相美                                          | 韓周完、全慧彬、李珉宇、劉五性                                                                   | 網頁 （页面存档备份，存于） | 9.1                    |
| 09月10日－0下一季 22時00分－23時15分  | 三四     | 鋼鐵人 아이언 맨                                          | 018   | KBS2       | 李棟旭 申世景                                          | 金甲洙、鄭佑根、韓政秀、申承煥、鄭禎                                                             | 網頁 （页面存档备份，存于） | 下一季                 |
| 07月3日－0下一季 23時00分－00時00分   | 三       | 黃金巨塔 황금거탑                                         | 011   | tvN        | 崔鍾訓、金在宇、金浩昌、白奉基、鄭鎮旭、李勇株、裴瑟琪 | 崔鍾訓、金在宇、金浩昌、白奉基、鄭鎮旭、李勇株、裴瑟琪                                           | 網頁 （页面存档备份，存于） | －                     |
| 0上一季－07月10日 23時00分－00時00分  | 四       | 沒禮貌的英愛小姐13 막돼먹은 영애씨 시즌13                 | 016   | tvN        | 金賢淑                                                 | 宋民亨、金正荷、鄭多惠、尹瑞賢                                                                   | 網頁 （页面存档备份，存于） | 1.935 （AGB全國收視）  |
| 08月7日－0下一季 23時00分－00時00分   | 四       | 剩餘公主 잉여공주                                         | 010   | tvN        | 趙寶兒                                                 | 溫朱莞、宋再臨、朴智秀、陳熙瓊、金瑟琪、南柱赫                                                   | 網頁                        | －                     |
| 09月4日 23時15分－                    | 四       | Drama Festival－轉捩點 드라마 페스티벌 - 터닝포인트       | 01    | MBC        | 李鐘赫、申多恩、金栽經、林智圭、李順載                 | 李鐘赫、申多恩、金栽經、林智圭、李順載                                                           | 網頁 （页面存档备份，存于） | 2.6 （AGB全國收視）    |
| 07月11日－0下一季 20時55分－22時00分  | 五       | Hi! School - Love On 하이스쿨 러브온                      | 020   | KBS2       | 金賽綸 南優鉉 李成烈                                   | 崔秀琳、趙軟祐、金敏英                                                                           | 網頁 （页面存档备份，存于） | 下一季                 |
| 0上一季－07月25日 21時50分－23時00分  | 五       | 花樣爺爺搜查隊 꽃할배 수사대                              | 012   | tvN        | 李順載                                                 | 邊熙峰、張光、金希澈、李礎熙、朴恩智                                                             | 網頁 （页面存档备份，存于） | 1.34 （AGB全國收視）   |
| 07月4日－08月23日 20時40分－21時50分  | 五六     | 不要戀愛要結婚 연애 말고 결혼                             | 016   | tvN        | 韓可露 延宇振                                          | 鄭珍雲、韓善伙、許正民、尹邵熙、朴俊奎、林藝真、金甲洙、金海淑                                   | 網頁 （页面存档备份，存于） | 1.97 （AGB全國收視）   |
| 08月29日－0下一季 20時40分－21時50分  | 五六     | 九數少年 아홉수 소년                                      | 014   | tvN        | 金英光 慶收真 吳正世 劉多仁                            | 陸星材、朴初瓏、崔魯雲、李彩美、金炫俊、珉河、金美京                                             | 網頁 （页面存档备份，存于） | －                     |
| 0上一季－08月10日 19時55分－21時15分  | 六日     | 真是好時節 참 좋은 시절                                   | 050   | KBS2       | 李瑞鎮 金喜善                                          | 澤演、金芝荷、柳承秀、尹汝貞、金光奎、金相浩、陳慶                                               | 網頁                        | 24.2                   |
| 08月16日－0下一季 19時55分－21時15分  | 六日     | 家人之間為何這樣 가족끼리 왜 이래                         | 053   | KBS2       | 劉東根 金賢珠                                          | 尹博、朴炯植、金相慶、孫淡妃、南志鉉、徐康俊、金容健、楊姬瓊、金日宇、甄美里、金正蘭、金正民     | 網頁 （页面存档备份，存于） | 下一季                 |
| 09月27日－0下一季 20時30分－21時10分  | 六日     | 最佳婚姻 최고의 결혼                                      | 016   | TV朝鮮     | 裴秀彬 朴時妍                                          | 魯敏宇、嚴賢璟、鄭愛妍、宋英奎、朴惠珍、素珍                                                     | 網頁 （页面存档备份，存于） | 下一季                 |
| 0上一季－0下一季 20時45分－21時55分   | 六日     | 來了！張寶利 왔다! 장보리                                 | 052   | MBC        | 吳漣序 李幼梨                                          | 吳昶錫、金智勳、韓昇延、朴建日、韓振熙、金惠鈺、琴寶羅、安內相、梁美京、禹喜珍                   | 網頁 （页面存档备份，存于） | 下一季                 |
| 0上一季－0下一季 20時45分－21時55分   | 六日     | 心情好的日子 기분 좋은 날                                 | 044   | SBS        | 朴世榮 李尚禹                                          | 金美淑、黃雨瑟惠、高佑麗、金亨奎、崔佛岩、孫暢敏、鄭滿植、郭時暘、李鴻賓                         | 網頁 （页面存档备份，存于） | 下一季                 |
| 0上一季－07月27日 21時55分－23時15分  | 六日     | Hotel King 호텔 킹                                        | 032   | MBC        | 李棟旭 李多海                                          | 任瑟雍、王智慧、李德華、金海淑、孔賢珠、池一株                                                   | 網頁 （页面存档备份，存于） | 9.95                   |
| 08月2日－0下一季 21時55分－23時15分   | 六日     | 媽媽 마마                                                 | 024   | MBC        | 宋玧妸                                                 | 鄭俊鎬、文晶熙、洪宗玄、孫星允、全秀卿、鄭秀英、崔松賢                                           | 網站 （页面存档备份，存于） | 下一季                 |
| 0上一季－0下一季 21時55分－23時15分   | 六日     | 無盡的愛 끝없는 사랑                                      | 037   | SBS        | 柳秀榮 黃正音 鄭敬淏                                   | 車仁杓、徐孝琳、全昭旻、鄭雄仁、申恩慶、韓寶凜                                                   | 網頁 （页面存档备份，存于） | 下一季                 |
| 08月17日－0下一季 21時00分－22時30分  | 日       | 삼총사                                                    | 012   | tvN        | 李陣郁 鄭容和 梁東根 丁海寅                            | 徐玄振、柳仁英、朴英奎、金成珉、安內相、全盧民                                                   | 網頁 （页面存档备份，存于） | 下一季                 |
| 0上一季－08月3日 23時00分－00時00分   | 日       | 神的測驗4 신의 퀴즈 4                                     | 012   | OCN        | 柳德煥                                                 | 尹周熙、崔政宇、李東海、金栽經、朴俊勉、姜成畢                                                   | 網頁 （页面存档备份，存于） | 1.205% （AGB全國收視） |
| 08月24日－0下一季 23時00分－00時00分  | 日       | Reset 리셋                                                | 010   | OCN        | 千正明 金所炫                                          | 申恩廷、朴元相、宋昰昀                                                                           | 網頁 （页面存档备份，存于） | －                     |

## 2014年秋季（10月至12月）
| 播放日期 播放時間(KST)                                     | 逢 星 期 | 中文劇名 韓文劇名                          | 集 數 | 電 視 台   | 演員 | 演員 | 官方 網頁                    | 平均 收視率 (全區)    |
| 播放日期 播放時間(KST)                                     | 逢 星 期 | 中文劇名 韓文劇名                          | 集 數 | 電 視 台   | 主演 | 其他演員 | 官方 網頁                    | 平均 收視率 (全區)    |
| ---------------------------------------------------------- | -------- | ------------------------------------------ | ----- | ---------- | --- | --- | ---------------------------- | --------------------- |
| 0上一季－010月31日 7時50分－8時30分                        | 一至五   | 全都是泡菜 모두 다 김치                    | 0132  | MBC        | 金智英 | 金浩鎮、車賢貞、元基俊 | 網頁                         | 13.25                 |
| 011月3日－0下一季 7時50分－8時30分                         | 一至五   | 暴風的女子 폭풍의 여자                     | 0120  | MBC        | 朴宣暎 高恩美 | 玄宇成、鄭燦、鮮于在德、朴俊赫、尹素貞、李珠實、朴貞洙 | 網頁 （页面存档备份，存于）  | 下一季                |
| 0上一季－0下一季 8時30分－9時10分                          | 一至五   | 清潭洞醜聞 청담동 스캔들                   | 0119  | SBS        | 崔貞允 李重文 | 康星民、徐恩彩、任性彥、潘曉靜、林河龍、俞知仁、金慧渲、李尚淑、金承煥、李慧殷、楊海琳 | 網頁 （页面存档备份，存于）  | 下一季                |
| 0上一季－0下一季 9時00分－9時40分                          | 一至五   | 一片丹心蒲公英 일편단심 민들레             | 0134  | KBS2       | 金佳恩 洪仁永 | 尹善宇、全承彬、金河均、周旻荷、盧英學、金振序 | 網頁                         | 下一季                |
| 010月27日－0下一季 9時40分－10時20分                       | 一至四   | 家族的秘密 가족의 비밀                     | 0103  | tvN        | 申恩慶 | 金承洙、車和娟、柳太準、李一花、柳孝榮、安政勳、申東美、柳瑞真 | 網頁 （页面存档备份，存于）  | 下一季                |
| 0上一季－0下一季 19時15分－19時55分                        | 一至五   | 說出你的願望 소원을 말해봐                 | 0122  | MBC        | 吳知恩 奇太映 | 劉浩琳、車和娟、金美京、金英玉、延俊錫、林志恩、李宗秀 | 網頁 （页面存档备份，存于）  | 下一季                |
| 0上一季－012月12日 19時20分－20時00分                      | 一至五   | 就要相愛 사랑만 할래                       | 0123  | SBS        | 徐河俊 林世美 | 李奎翰、南寶拉、鄭惠先、尹素貞、全昭旻、鄭性模、宋鈺宿、尹仲勳 | 網頁 （页面存档备份，存于）  | 8.95                  |
| 012月15日－0下一季 19時20分－20時00分                      | 一至五   | 奔跑吧薔薇 달려라 장미                     | 0123  | SBS        | 李英雅 高周元 | 柳鎮、鄭俊、尹周熙、李詩媛、全國煥、鄭愛利、金青、尹宥善 | 網頁 （页面存档备份，存于）  | 下一季                |
| 0上一季－011月7日 19時50分－20時30分                       | 一至五   | 布穀鳥巢 뻐꾸기 둥지                       | 0102  | KBS2       | 張瑞希 | 黃東柱、李彩英、玄宇成、金慶南、林采茂、池秀媛、朴俊錦、徐權順 | 網頁 （页面存档备份，存于）  | 16.99                 |
| 011月11日－0下一季 19時50分－20時30分                      | 一至五   | 甜蜜的秘密 달콤한 비밀                     | 0102  | KBS2       | 申素律 金興銖 | 楊鎮宇、鄭東煥、金惠鈺、金應洙、許真、李敏芝、黃仁英 | 網頁                         | 下一季                |
| 0上一季－011月24日 20時25分－21時05分                      | 一至五   | 貓來了 고양이는 있다                       | 0119  | KBS1       | 崔允英 | 顯祐、崔珉、全烋星、獨孤永宰、李京進、朴素賢、李在勇、高媛熙 | 網頁 （页面存档备份，存于）  | 21.85                 |
| 011月25日－0下一季 20時25分－21時05分                      | 一至五   | 我的愛屬於你 당신만이 내사랑               | 0120  | KBS1       | 韓彩雅 成赫 | 池珠妍、崔大哲、姜南吉、金海淑、鄭漢溶、文熙慶、史美子、李孝春、李瑩河、金民教、韓宥伊、姜新孝 | （页面存档备份，存于） 網頁] | 下一季                |
| 010月6日－0下一季 20時55分－21時30分                       | 一至五   | 狎鷗亭白夜 압구정 백야                     | 0150  | MBC        | 朴河娜 姜恩卓 | 金民修、白玉丹、鄭惠先、韓振熙、朴惠淑、林采茂、金英蘭、李甫姬、沈亨倬、李周炫、琴丹菲、宋元根 | 網頁 （页面存档备份，存于）  | 下一季                |
| 0上一季－011月11日 21時45分－22時55分                      | 一二     | 宥娜的街 유나의 거리                       | 050   | JTBC       | 金玉彬 李熙俊 | 姜新豪、申素律、金姬貞、李文植、曹熙奉、安內相 | 網頁                         | 2.197 （AGB全國收視） |
| 0上一季－010月7日 22時00分－23時15分                       | 一二     | 戀愛的發現 연애의 발견                     | 016   | KBS2       | 鄭有美 文晸赫 | 盛駿、尹真伊、尹賢旻、金瑟琪、金惠鈺、安奭奐、成秉淑、黃錫晶、李承俊、鄭秀英、具元 | 網頁 （页面存档备份，存于）  | 6.16                  |
| 010月13日－012月2日 22時00分－23時15分                     | 一二     | 明日如歌 내일도 칸타빌레                   | 016   | KBS2       | 周元 沈恩敬 | 白潤植、閔都熙、高庚杓、朴寶劍、金宥美 | 網頁 （页面存档备份，存于）  | 5.64                  |
| 012月8日－0下一季 22時00分－23時15分                       | 一二     | Healer 힐러                                | 020   | KBS2       | 池昌旭 朴敏英 劉智泰 | 都知嫄、朴相元、朴相勉、金美京、禹喜珍、吳光祿、朴元相、吳鐘赫、余鎬民 | 網頁 （页面存档备份，存于）  | 下一季                |
| 0上一季－010月21日 22時00分－23時15分                      | 一二     | 更夫日誌 야경꾼 일지                       | 024   | MBC        | 丁一宇 | 高聖熙、徐睿知、尹泰榮、沈恩珍、金興銖、金盛吳、趙慈英、李在勇 | 網頁 （页面存档备份，存于）  | 11.02                 |
| 010月27日－0下一季 22時00分－23時15分                      | 一二     | 傲慢與偏見 오만과 편견                     | 021   | MBC        | 崔振赫 白珍熙 | 崔民秀、孫暢敏、金娜雲、崔宇植、盧宙鉉、金汝真 | 網頁 （页面存档备份，存于）  | 下一季                |
| 0上一季－012月9日 22時00分－23時15分                       | 一二     | 秘密之門 비밀의 문                         | 024   | SBS        | 韓石圭 李帝勳 金裕貞 | 朴恩玭、金旻鍾、金昌完、崔元英、朴孝珠、金康鉉、徐俊英 | 網頁 （页面存档备份，存于）  | 6.17                  |
| 012月15日－0下一季 22時00分－23時15分                      | 一二     | Punch 펀치                                 | 019   | SBS        | 金來沅 曹在顯 金亞中 | 崔明吉、徐智慧、溫朱莞、宋鈺宿、金應洙、李漢偉、李基英、朴赫權、李令恩、張鉉誠 | 網頁 （页面存档备份，存于）  | 下一季                |
| 0上一季－010月14日 23時00分－00時00分                      | 一二     | 我的秘密飯店 마이 시크릿 호텔              | 016   | tvN        | 劉寅娜 南宮珉 真理翰 | 李令恩、河戀姝、嚴秀貞 | 網頁 （页面存档备份，存于）  | 0.865 （AGB全國收視） |
| 010月20日－011月25日 23時00分－00時00分                    | 一二     | 詐欺遊戲 라이어 게임                       | 012   | tvN        | 金昭誾 李相侖 | 申成祿、崔允素、車秀妍 | 網頁 （页面存档备份，存于）  | 0.960 （AGB全國收視） |
| 012月1日－0下一季 23時00分－00時00分                       | 一二     | 有理的愛情 일리 있는 사랑                  | 020   | tvN        | 嚴泰雄 李是英 | 李洙赫、崔汝珍 | 網頁 （页面存档备份，存于）  | 下一季                |
| 010月27日－011月24日 23時20分－00時00分                    | 一       | DODOHARA 도도하라                          | 010   | SBS Plus   | 劉民奎 申素律 Yura | 甄美里、高世元、金光奎、安英美、梁相國 | 網頁 （页面存档备份，存于）  | －                    |
| 0上一季－012月9日 18時00分－19時10分                       | 二       | 合宿24號房 하숙 24번지                     | 012   | MBC Every1 | 金光奎、朴世美、桐俊、Ken、High Top、金思垠、賢榮、閔都熙 | 金光奎、朴世美、桐俊、Ken、High Top、金思垠、賢榮、閔都熙 | 網頁                         | －                    |
| 012月16日－0下一季 23時00分－00時10分                      | 二       | 善巖女高偵探團 선암여고 탐정단             | 014   | JTBC       | 陳智熙 惠利 Stephanie Lee 姜敏兒 李敏芝 | 李丞涓、黃石正、金敏俊 | 網頁                         | 下一季                |
| 0上一季－010月31日 22時00分－23時15分                      | 三四     | 我人生的春天 내 생애 봄날                  | 016   | MBC        | 甘宇成 崔秀榮 | 李浚赫、張新英、沈慧珍、玄升玟 | 網頁 （页面存档备份，存于）  | 8.01                  |
| 011月5日－012月25日 22時00分－23時15分                     | 三四     | Mr.Back 미스터 백                          | 016   | MBC        | 申河均 張娜拉 | 李準、鄭錫元、朴藝珍、黃寶羅 | 網頁 （页面存档备份，存于）  | 10.13                 |
| 0上一季－011月6日 22時00分－23時15分                       | 三四     | 對我而言可愛的她 내겐 너무 사랑스러운 그녀 | 016   | SBS        | 鄭智薰 鄭秀晶 | 金明洙、車藝蓮、金鎮祐、羅海岭、李浩沅、朴英奎、金基邦、李礎熙 | 網頁 （页面存档备份，存于）  | 6.34                  |
| 011月12日－0下一季 22時00分－23時15分                      | 三四     | 皮諾丘 피노키오                            | 020   | SBS        | 朴信惠 李鐘碩 | 金英光、李侑菲、邊熙峰、姜信日、李必模、金光奎、鄭仁基 | 網頁 （页面存档备份，存于）  | 下一季                |
| 0上一季－011月13日 22時00分－23時15分                      | 三四     | 鋼鐵人 아이언 맨                           | 018   | KBS2       | 李棟旭 申世景 | 金甲洙、鄭佑根、韓政秀、申承煥、鄭禎 | 網頁 （页面存档备份，存于）  | 4.17                  |
| 011月19日－0下一季 22時00分－23時15分                      | 三四     | 王的面孔 왕의 얼굴                         | 023   | KBS2       | 徐仁國 趙胤熙 李成宰 | 金奎吏、申成祿、李順載、安奭奐、朱鎮模、李炳俊、朴柱亨、林志恩 | 網頁 （页面存档备份，存于）  | 下一季                |
| 011月12日－012月18日 23時00分－24時10分                    | 三四     | S.O.S請救救我 S.O.S 나를 구해줘            | 012   | KBS Drama  | 安勇俊 金寶拉 盧幸河 | 金光洙、安慧京、鮮于在德、李坤禧、金奎鐘 | 網頁                         | －                    |
| 0上一季－010月1日 23時00分－00時00分                       | 三       | 黃金巨塔 황금거탑                          | 011   | tvN        | 崔鍾訓、金在宇、金浩昌、白奉基、鄭鎮旭、李勇株、裴瑟琪 | 崔鍾訓、金在宇、金浩昌、白奉基、鄭鎮旭、李勇株、裴瑟琪 | 網頁 （页面存档备份，存于）  | －                    |
| 011月12日－012月24日 21時00分－22時00分                    | 三       | 愛情頻率37.2 사랑 주파수 37.2              | 06    | MBC every1 | 尹健 | 尹振旭、崔允素、全智厚、雅英 | 網頁                         | －                    |
| 0上一季－010月9日 23時00分－00時00分                       | 四       | 剩餘公主 잉여공주                          | 010   | tvN        | 趙寶兒 | 溫朱莞、宋再臨、朴智秀、陳熙瓊、金瑟琪、南柱赫 | 網頁                         | －                    |
| 011月21日－0下一季 19時10分－20時20分                      | 五       | 瑞典洗衣店 스웨덴 세탁소                   | 016   | MBC Drama  | 宋昰昀 | 創造、黃英熙、吳尚津 | 網頁                         | －                    |
| 0上一季－012月19日 20時55分－22時00分                      | 五       | Hi! School - Love On 하이스쿨 러브온       | 020   | KBS2       | 金賽綸 南優鉉 李成烈 | 崔秀琳、趙軟祐、金敏英 | 網頁 （页面存档备份，存于）  | 3.12 （AGB全國收視）  |
| 0上一季－010月11日 20時40分－21時50分                      | 五六     | 九數少年 아홉수 소년                       | 014   | tvN        | 金英光 景收真 吳正世 劉多仁 | 陸星材、朴初瓏、崔魯雲、李彩美、金炫俊、珉河、金美京 | 網頁 （页面存档备份，存于）  | －                    |
| 010月17日－012月20日 20時40分－21時50分                    | 五六     | 未生 미생                                  | 020   | tvN        | 任時完 姜素拉 | 姜河那、李聖旻、卞耀漢、申恩廷、金大明、太仁鎬、柳泰湖 | 網頁 （页面存档备份，存于）  | 5.486 （AGB全國收視） |
| 012月12日－0下一季 21時45分－22時55分                      | 五六     | 下女們 하녀들                              | 020   | JTBC       | 鄭柔美 吳智昊 | 金東昱、李詩雅、全昭旻、李伊庚、金甲洙、全盧民、陳熙瓊、朴哲民、全美善、安內相、李彩英 | 網頁                         | 下一季                |
| 010月11日－0下一季 18時20分－19時40分                      | 六日     | 天國的眼淚 천국의 눈물                     | 025   | MBN        | 洪雅凜 朴智英 | 徐俊英、尹瑞、李鍾原、尹多勳、金汝真、印喬鎮、朴根瀅、朴貞洙、尹朱尚 | 網頁 （页面存档备份，存于）  | 下一季                |
| 0上一季－0下一季 19時55分－21時15分                        | 六日     | 家人之間為何這樣 가족끼리 왜 이래          | 053   | KBS2       | 劉東根 金賢珠 | 尹博、朴炯植、金相慶、孫淡妃、南志鉉、徐康俊、金容健、楊姬瓊、金日宇、甄美里、金正蘭、金正民 | 網頁 （页面存档备份，存于）  | 下一季                |
| 0上一季－012月27日 20時30分－21時10分 ↓ 23時00分－00時10分 | 六日→六  | 最佳婚姻 최고의 결혼                       | 016   | TV朝鮮     | 裴秀彬 朴時妍 | 魯敏宇、嚴賢璟、鄭愛妍、宋英奎、朴惠珍、素珍 | 網頁 （页面存档备份，存于）  | 1.191 （AGB全國收視） |
| 0上一季－010月12日 20時45分－21時55分                      | 六日     | 來了！張寶利 왔다! 장보리                  | 052   | MBC        | 吳漣序 李幼梨 | 吳昶錫、金智勳、韓昇延、朴建日、韓振熙、金惠鈺、琴寶羅、安內相、梁美京、禹喜珍 | 網頁 （页面存档备份，存于）  | 20.3                  |
| 010月18日－0下一季 20時45分－21時55分                      | 六日     | 薔薇色戀人們 장미빛 연인들                 | 052   | MBC        | 李章宇 韓善伙 | 李美淑、張美姬、朴相元、金旼序、韓志翔、尹兒貞、崔弼立、鄭普碩、林藝真、金英玉、潘曉靜、吉恩惠 | 網頁 （页面存档备份，存于）  | 下一季                |
| 0上一季－010月5日 20時45分－21時55分                       | 六日     | 心情好的日子 기분 좋은 날                  | 044   | SBS        | 朴世榮 李尚禹 | 金美淑、黃雨瑟惠、高佑麗、金亨奎、崔佛岩、孫暢敏、鄭滿植、郭時暘、李鴻賓 | 網頁 （页面存档备份，存于）  | 5.92                  |
| 010月12日 20時45分－23時15分                               | 六       | 媽媽的選擇 엄마의 선택                     | 02    | SBS        | 吳賢慶 全盧民 | 柳和榮、趙潤宇 | 網頁 （页面存档备份，存于）  | 3.35                  |
| 010月18日－012月27日 20時45分－21時55分                    | 六日     | 現代農夫 모던파머                          | 020   | SBS        | 李洪基 李荷妮 | 朴敏雨、李施彥、郭東延、金栽賢、韓寶凜、權珉阿 | 網頁 （页面存档备份，存于）  | 4.22                  |
| 0上一季－010月19日 21時55分－23時15分                      | 六日     | 媽媽 마마                                  | 024   | MBC        | 宋玧妸 | 鄭俊鎬、文晶熙、洪宗玄、孫星允、全秀卿、鄭秀英、崔松賢 | 網頁 （页面存档备份，存于）  | 13.76                 |
| 010月25日－0下一季 21時55分－23時15分                      | 六日     | 湔雪的魔女 전설의 마녀                     | 040   | MBC        | 高斗心 韓智慧 吳賢慶 夏沇秀 河錫辰 | 朴根瀅、鄭惠先、朴仁煥、錢忍和、金允書、都尚宇、李鍾原、卞貞秀、李承俊 | 網頁 （页面存档备份，存于）  | 下一季                |
| 0上一季－010月26日 21時55分－23時15分                      | 六日     | 無盡的愛 끝없는 사랑                       | 037   | SBS        | 柳秀榮 黃正音 | 鄭敬淏、車仁杓、徐孝琳、全昭旻、鄭雄仁、申恩慶、韓寶凜 | 網頁 （页面存档备份，存于）  | 8.52 （AGB全國收視）  |
| 011月1日－0下一季 21時55分－23時15分                       | 六日     | 美女的誕生 미녀의 탄생                     | 021   | SBS        | 朱相昱 韓藝瑟 | 鄭糠雲、王智慧、韓尚進、印喬鎮、河在淑 | 網頁 （页面存档备份，存于）  | 下一季                |
| 010月4日－012月13日 22時00分－23時00分                     | 六       | 壞小子們 나쁜 녀석들                       | 011   | OCN        | 朴海鎮 | 趙東赫、金相中、金太勳、姜藝媛 | 網頁 （页面存档备份，存于）  | 3.078 （AGB全國收視） |
| 0上一季－011月2日 21時00分－22時30分                       | 日       | 삼총사                                     | 012   | tvN        | 李陣郁 鄭容和 梁東根 丁海寅 | 徐玄振、柳仁英、朴英奎、金成珉、安內相、全盧民 | 網頁 （页面存档备份，存于）  | 1.318 （AGB全國收視） |
| 0上一季－010月26日 23時00分－00時00分                      | 日       | Reset 리셋                                 | 010   | OCN        | 千正明 金所炫 | 申恩廷、朴元相、宋昰昀 | 網頁 （页面存档备份，存于）  | －                    |
| 011月23日－0下一季 23時00分－00時00分                      | 日       | Frost醫生 닥터 프로스트                    | 010   | OCN        | 宋昶儀 鄭恩彩 | 成智陸、李允智、崔政宇 | 網頁 （页面存档备份，存于）  | 下一季                |
| 010月19日－010月26日 24時05分－25時20分                    | 日       | Drama Festival 드라마 페스티벌             | 08    | MBC        | 《4teen》：千寶根、成宥彬、尹錫炫、洪堯耀、車太鉉、金材昱、Narsha、尹朱尚 《馨榮堂日記》：李載允、林周煥、李源根、孫恩書、安內相、李姬珍 《久違的再見》：張赫、張娜拉、高斗心、朴亨俊 《House, Mate》：尹賢旻、南奎里、高寶潔、鄭敬淏、崔大哲、安吉強、金俊裴、李在怡、柳俊雄 《吉他與熱褲》：韓昇延、金多炫、金永勳、張元英、吳鐘赫、鄭允慧、韓佳林、鄭志順 《怨女日記》：金瑟琪、徐伊安、蔡秀彬、吳尚津、尹振旭 《加縫》：徐睿知、許正道、鄭浩根、朴貞洙 | 《4teen》：千寶根、成宥彬、尹錫炫、洪堯耀、車太鉉、金材昱、Narsha、尹朱尚 《馨榮堂日記》：李載允、林周煥、李源根、孫恩書、安內相、李姬珍 《久違的再見》：張赫、張娜拉、高斗心、朴亨俊 《House, Mate》：尹賢旻、南奎里、高寶潔、鄭敬淏、崔大哲、安吉強、金俊裴、李在怡、柳俊雄 《吉他與熱褲》：韓昇延、金多炫、金永勳、張元英、吳鐘赫、鄭允慧、韓佳林、鄭志順 《怨女日記》：金瑟琪、徐伊安、蔡秀彬、吳尚津、尹振旭 《加縫》：徐睿知、許正道、鄭浩根、朴貞洙 | 網頁                         | 2.79                  |

## 相關項目
- 韓國電視劇列表
- 中國大陸電視劇列表 (2014年)
- 翡翠台電視劇集列表 (2014年)
- 高清翡翠台電視劇集列表 (2014年)
- 台灣劇集列表 (2014年)
- 日本劇集列表 (2014年)
- 無綫電視外購韓國劇集列表 (2014年)
- 台灣播出之韓劇列表 (2014年)